# Andrea Belotti
Andrea Belotti (* 20. Dezember 1993 in Calcinate) ist ein italienischer Fußballspieler. Der Stürmer steht bei Como 1907 unter Vertrag und ist aktuell an Benfica Lissabon ausgeliehen. Er war von 2016 bis 2022 italienischer A-Nationalspieler.

## Karriere

### Verein
Belotti schloss sich 2006 der Jugend des damaligen Serie-B-Klubs UC AlbinoLeffe an und durchlief diese bis 2012. Seit 2011 stand er auch im Profikader und stieg in seiner ersten Profisaison in die Drittklassigkeit ab. Da viele Leistungsträger den Verein verlassen hatten, bot sich Belotti die Möglichkeit zu mehr Spielpraxis. In der Lega Pro Prima Divisione wurde er zum Stammspieler. Die gerade aus der Serie A abgestiegene US Palermo verpflichtete Belotti im Sommer 2013. In der Saison 2013/14 wurde der Zweitliga-Meistertitel gewonnen; Belotti erzielte in seiner ersten Zweitligasaison für die Palermitaner in 24 Spielen zehn Tore.
2015 wechselte er zurück in die Serie A zum FC Turin, wo er in seiner ersten Saison in 35 Ligaspielen zwölf Tore erzielte. Damit entwickelte sich Belotti zum Saisonende zu den Top-10-Torschützen der Serie-A-Saison. Bis zum Saisonende 2019/20 gehörte er in weiteren drei Saisons zu den Top-10-Torschützen der jeweiligen Serie-A-Saisons an, wobei er auch seit März 2017 seine Mannschaft als Kapitän anführte. In den Saisons 2019/20 und 2020/21 trug Belotti mit seinen erzielten Toren und Torvorlagen in den jeweiligen Saisons zum Klassenverbleib in der Serie A seines Vereins bei.
Nach Vertragsende bei den Turinern wechselte Belotti nach Ligasaisonstart 2022/23 im August 2022 zum Ligakonkurrenten und Europapokal-Teilnehmer AS Rom vorerst für einen Einjahresvertrag mit einer bedingten automatischen zweijährigen Vertragsverlängerung. Die entsprechende Klausel wurde erfüllt, dadurch verlängerte sich sein Vertrag automatisch bis Sommer 2025. Im Januar 2024 wurde er an die AC Florenz verliehen.
Zur Saison 2024/25 wechselte er ligaintern zu Aufsteiger Como 1907. Im Februar 2025 wurde er nach Portugal an Benfica Lissabon verliehen.

### Nationalmannschaft
Belotti war seit 2012 Juniorennationalspieler. Er absolvierte bis 2013 15 Partien für die italienische U-19 und U-20 und erzielte dabei insgesamt sechs Tore. Er gehörte auch dem Kader der U-21-Mannschaft Italiens an. Für die A-Nationalmannschaft debütierte er bei der 1:3-Testspielniederlage gegen Frankreich am 1. September 2016, als er in der 74. Spielminute für Éder eingewechselt wurde. Sein erstes A-Länderspieltor erzielte er zum zwischenzeitlichen 1:0 beim 3:2-Sieg im WM-Qualifikationsspiel gegen Mazedonien am 9. Oktober 2016.
Bei der siegreichen Europameisterschaft 2021 stand er im italienischen Kader, in dessen Finale er im Elfmeterschießen ohne Folgen am englischen Torwart Jordan Pickford scheiterte. Im Turnierverlauf kam er auf sechs von sieben Einsätzen.
Letztmals nominiert und eingesetzt wurde Belotti im Sommer 2022. Seitdem wurde er nicht mehr berücksichtigt.

## Erfolge

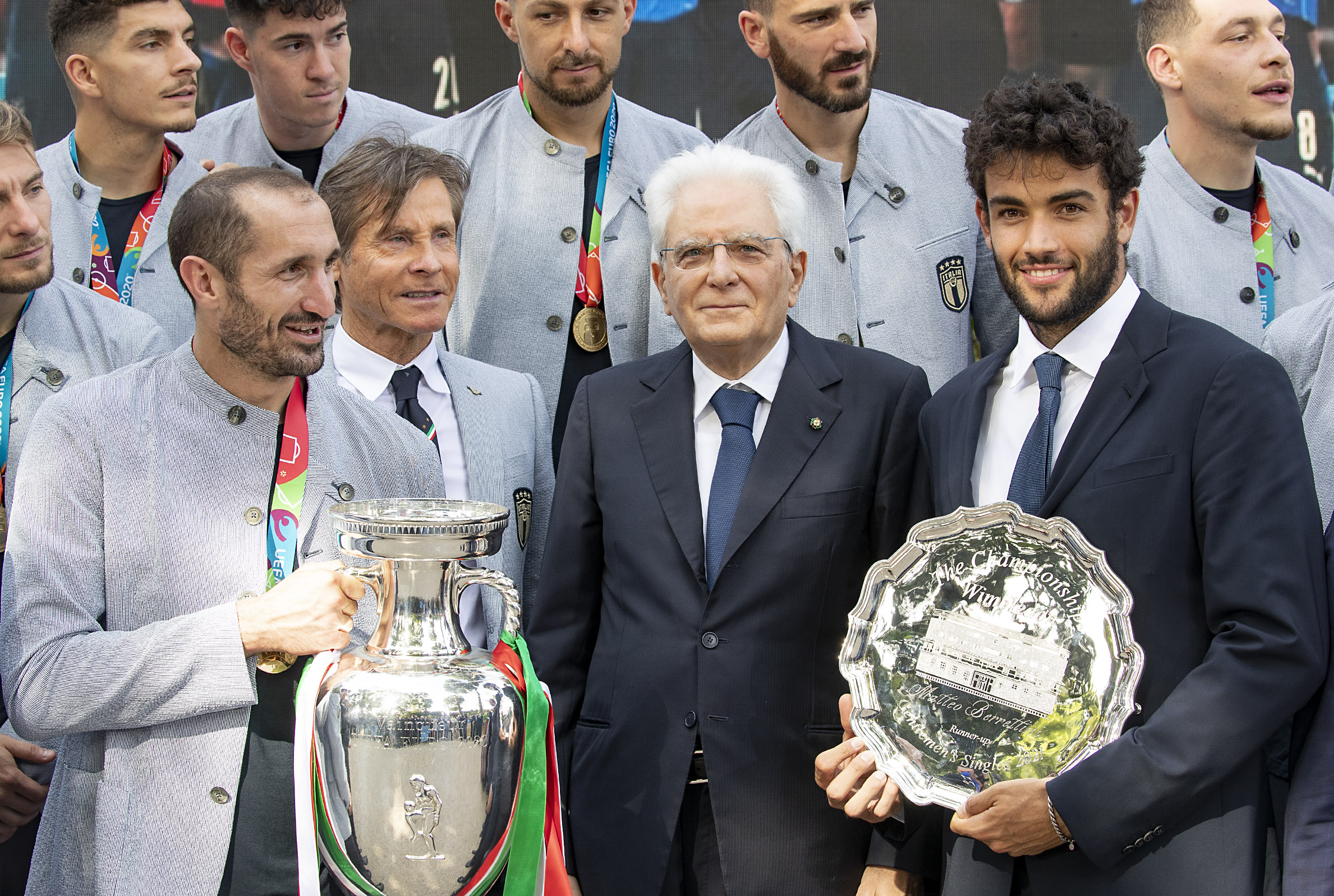
Beim Treffen der Verleihung des Verdienstordens der Italienischen Republik mit Sergio Mattarella; Belotti (rechts oben, 2021).

### Nationalmannschaft
- Europameister: 2021

### Vereine
- Italienischer Zweitligameister: 2013/14

### Auszeichnungen
- Gazzetta Sports Award – „Darbietung des Jahres“: 2017
- Verdienstorden der Italienischen Republik (Ritter) – für den Gewinn der Fußball-Europameisterschaft: 2021[11]